# Vaitheeswarankoil
Vaitheeswarankoil é uma panchayat (vila) no distrito de Nagapattinam, no estado indiano de Tamil Nadu.

## Demografia
Segundo o censo de 2001, Vaitheeswarankoil tinha uma população de 7522 habitantes. Os indivíduos do sexo masculino constituem 50% da população e os do sexo feminino 50%. Vaitheeswarankoil tem uma taxa de literacia de 73%, superior à média nacional de 59.5%: a literacia no sexo masculino é de 80% e no sexo feminino é de 67%. Em Vaitheeswarankoil, 11% da população está abaixo dos 6 anos de idade.